# Saint-Martin-la-Sauveté
Saint-Martin-la-Sauveté ist eine französische Gemeinde  mit 870 Einwohnern (Stand: 1. Januar 2022) im Département Loire in der Region Auvergne-Rhône-Alpes. Saint-Martin-la-Sauveté gehört zum Arrondissement Roanne und zum Kanton Boën-sur-Lignon. Die Einwohner werden Germanois genannt.

## Geographie
Saint-Martin-la-Sauveté liegt 65 Kilometer westnordwestlich von Lyon am Aix. Umgeben wird Saint-Martin-la-Sauveté von den Nachbargemeinden Saint-Marcel-d’Urfé im Norden und Nordwesten, Juré im Norden, Grézolles im Norden und Nordosten, Saint-Julien-d’Oddes im Osten und Nordosten, Saint-Germain-Laval und Nollieux im Osten, Cezay im Südosten, Ailleux im Süden, Saint-Thurin im Südwesten sowie Champoly im Westen und Nordwesten.

## Bevölkerungsentwicklung
| Jahr                       | 1962 | 1968 | 1975 | 1982 | 1990 | 1999 | 2006 | 2017 |
| Einwohner                  | 1090 | 973  | 912  | 895  | 909  | 898  | 947  | 955  |
| Quellen: Cassini und INSEE |      |      |      |      |      |      |      |      |

## Sehenswürdigkeiten
- Kirche Saint-Martin aus dem 19. Jahrhundert
- Brücke Morut aus dem 14. Jahrhundert

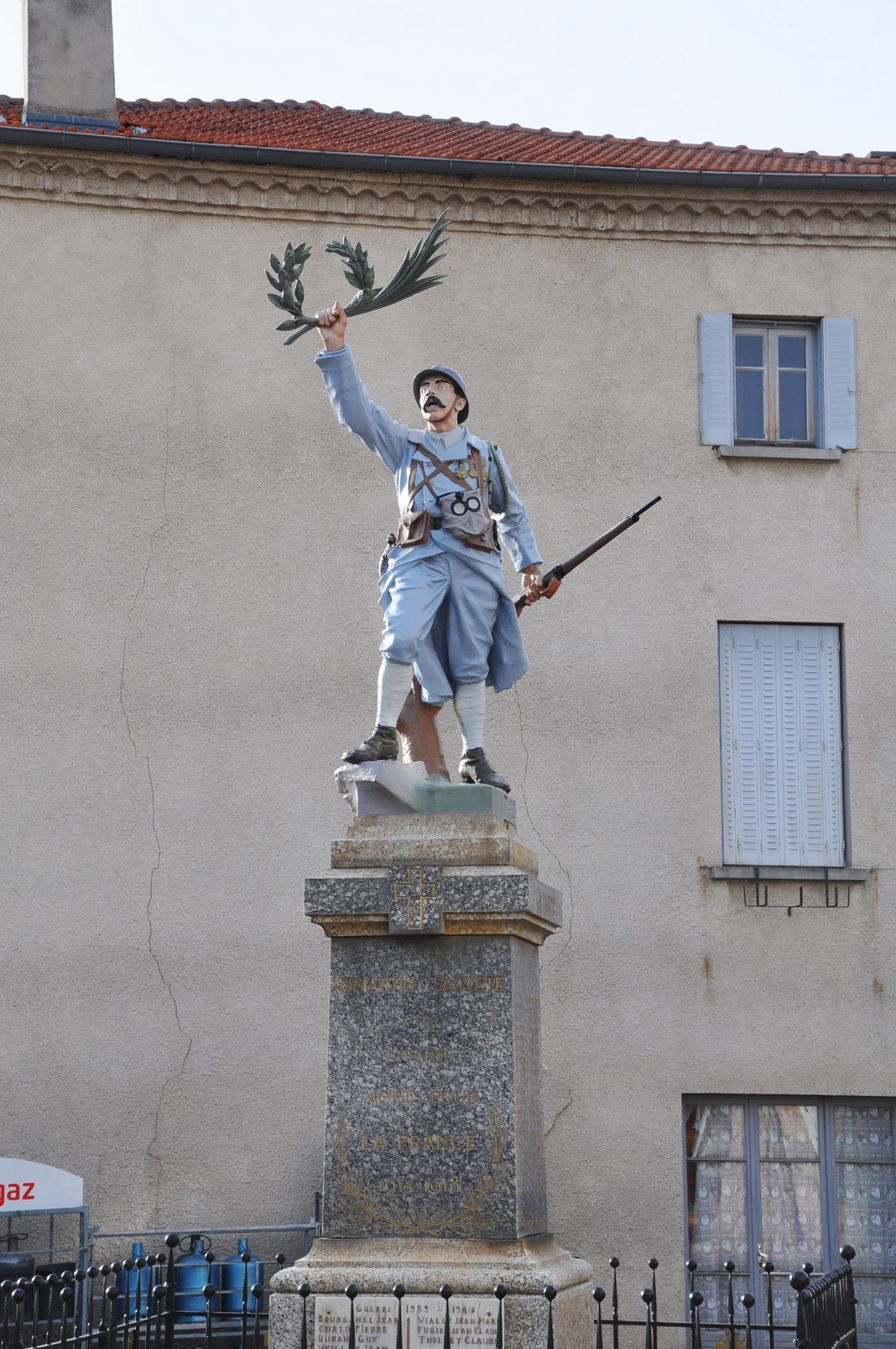
Gefallenendenkmal

## Gemeindepartnerschaften
Mit der togolesischen Gemeinde Agbandè besteht seit 1997 eine Partnerschaft.

## Persönlichkeiten
- François d’Aix de Lachaise  (1624–1709), Jesuit